# Prosena fulvipes
Prosena fulvipes är en tvåvingeart som först beskrevs av Townsend 1927.  Prosena fulvipes ingår i släktet Prosena och familjen parasitflugor. Inga underarter finns listade i Catalogue of Life.